# Екири
Екири (фр. Ecurie) насеље је и општина у североисточној Француској у региону Север-Па д Кале, у департману Па де Кале која припада префектури Арас.
По подацима из 2011. године у општини је живело 409 становника, а густина насељености је износила 136,79 становника/km². Општина се простире на површини од 2,99 km². Налази се на средњој надморској висини од 104 метара (максималној 106 m, а минималној 85 m).

## Демографија
| 1962. | 1968. | 1975. | 1982. | 1990. | 1999. | 2011. |
| ----- | ----- | ----- | ----- | ----- | ----- | ----- |
| 239   | 235   | 299   | 278   | 268   | 297   | 409   |

График промене броја становника у току последњих година